# Матола
Матола е град в Южен Мозамбик с население от 675 422 жители (2007 г.) Разположен е западно от столицата Мапуто. Матола разполага с жп гара, която свързва града със североизточната част на Република Южна Африка.